# 1981 a sportban
1981 legfontosabb sporteseményei a következők voltak:

## Sportesemények
- január 17–18. női gyorskorcsolya-Európa-bajnokság, Heerenveen
- január 24–25. férfi gyorskorcsolya-Európa-bajnokság, Deventer
- február 3–8. műkorcsolya-Európa-bajnokság, Innsbruck
- február 7–8. női gyorskorcsolya-világbajnokság, Québec
- február 10–15. biatlon-világbajnokság, Lahti
- február 14–15. férfi gyorskorcsolya-világbajnokság, Osloc
- február 21–22. fedett pályás atlétikai Európa-bajnokság, Grenoble
- február 21–22. gyorskorcsolya-sprintvilágbajnokság, Grenoble
- február 23–27. légfegyveres-Európa-bajnokság, Athén
- február 24. – március 4.  téli universiade, Jaca
- február 26–március 1. sírepülő-világbajnokság, Oberstdorf
- március 3–8. műkorcsolya-világbajnokság, Hartford
- március 7–16. jégkorong-világbajnokság, C csoport, Peking
- március 20–29. jégkorong-világbajnokság, B csoport, Val Gardena
- március 28. mezeifutó-világbajnokság, Madrid
- április 8–11. kötöttfogású birkózó-Európa-bajnokság, Göteborg
- április 12–26. jégkorong-világbajnokság, A csoport, Göteborg
- április 14–26. asztalitenisz-világbajnokság, Újvidék
- április 23–26. szabadfogású birkózó-Európa-bajnokság, Łódź
- május 2–3. női tornász-Európa-bajnokság, Madrid
- május 2–10. ökölvívó-Európa-bajnokság, Tampere
- május 14–17. cselgáncs-Európa-bajnokság, Debrecen
- május 23–24. férfi tornász-Európa-bajnokság, Róma
- május 26. – június 5. férfi kosárlabda-Európa-bajnokság, Prága
- május 23. – június 1. vitorlázó-Európa-bajnokság, finn dingi hajóosztály, Paleon-Faleron
- május 28. – június 9. vitorlázó-Európa-bajnokság, 470-es hajóosztály, Morges
- június 4–7. íjász-világbajnokság, Punta Ala
- július 2–12. vívó-világbajnokság, Clermont-Ferrand
- július 19–30. nyári universiade, Bukarest
- július 24–26. koronglövő-Európa-bajnokság, Moszkva
- július 29. – augusztus 2. kajak-kenu világbajnokság, Nottingham
- augusztus 2–8. vitorlázó-Európa-bajnokság, windglider hajóosztály, Torbole
- augusztus 5–10. futóvadlövő-Európa-bajnokság, Miskolc
- augusztus 20–23. fogathajtó-Európa-bajnokság, Zug
- augusztus 22–30. vitorlázó-Európa-bajnokság, csillaghajó hajóosztály, Balatonfüred
- augusztus 26–30. országúti kerékpár-világbajnokság, Prága
- augusztus 26–szeptember 6. evezős-világbajnokság, München
- augusztus 28–30. kötöttfogású birkózó-világbajnokság, Oslo
- augusztus 31. – szeptember 5. pályakerékpár-világbajnokság, Brno
- szeptember 2–6. tájfutó-világbajnokság, Thun
- szeptember 3–6. cselgáncs-világbajnokság, Maastricht
- szeptember 3–6. military-Európa-bajnokság, Horsens
- szeptember 5–12. úszó-, műúszó-, műugró- és vízilabda-Európa-bajnokság, Split
- szeptember 8–12. öttusa-világbajnokság, Zielona Góra
- szeptember 10–13. díjugrató-Európa-bajnokság, München
- szeptember 11–14. szabadfogású birkózó-világbajnokság, Szkopje
- szeptember 12–20. súlyemelő-világ- és Európa-bajnokság, Lille
- szeptember 13–20. női kosárlabda-Európa-bajnokság, Senigallia
- szeptember 14–23. sportlövő-Európa-bajnokság, Titograd
- szeptember 16–20. díjlovagló-Európa-bajnokság, Laxenburg
- szeptember 19–27. férfi és női röplabda-Európa-bajnokság, Bulgária
- szeptember 25. – október 3. vitorlázó-világbajnokság, repülő hollandi hajóosztály, Palomas
- október 11–17. vitorlázó-világbajnokság, windglider hajóosztály, Palomas
- október 16–23. futóvadlövő-világbajnokság, Buenos Aires
- október 27. – november 3. koronglövő-világbajnokság, Buenos Aires
- november 11–15. vívó-Európa-bajnokság, Foggia
- november 24–29. tornász-világbajnokság, Moszkva
- Nelson Piquet megnyeri pályafutása első Formula–1-es világbajnoki címét a Brabham csapat színeiben.

## Születések

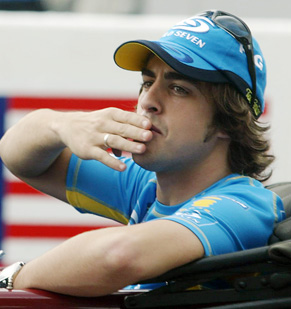
Fernando Alonso autóversenyző

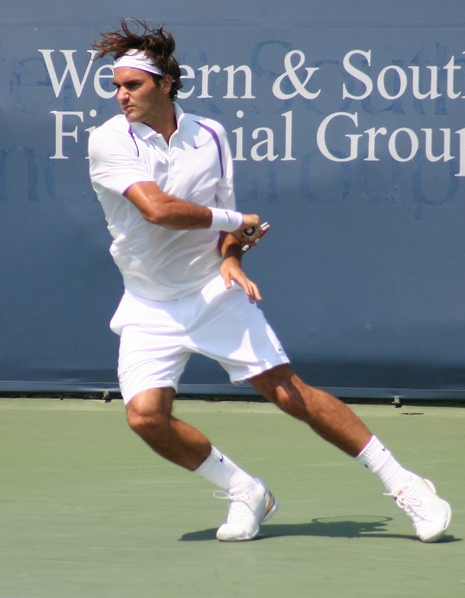
Roger Federer teniszező

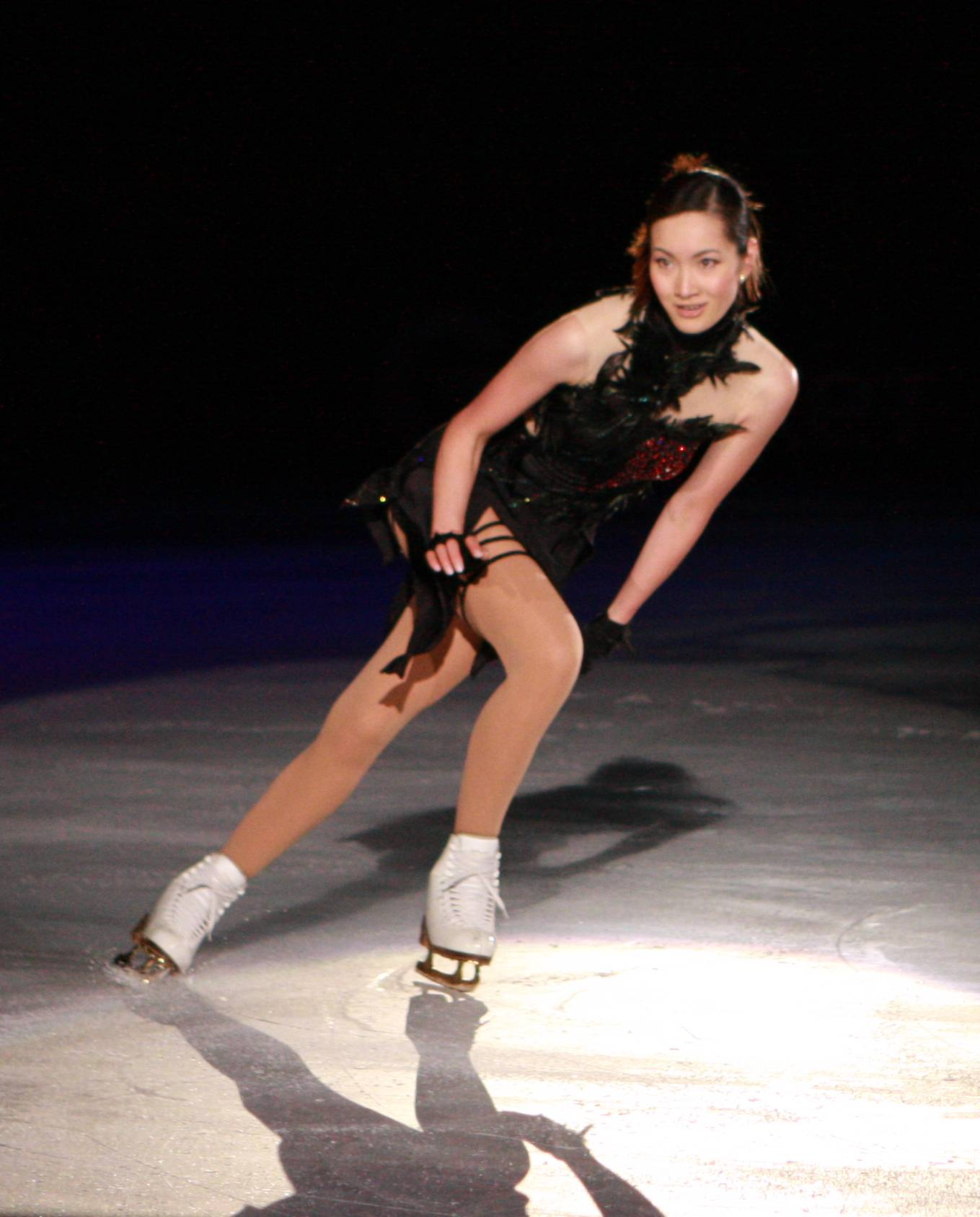
Arakava Sizuka műkorcsolyázó

- január 1. – Baumgartner Zsolt, magyar autóversenyző
- január 13. – Shad Gaspard, amerikai profi pankrátor († 2020)
- január 15. – El Hadji Diouf, szenegáli labdarúgó
- január 20. – Owen Hargreaves, angol labdarúgó
- január 21. – Vu Han-hsziung, olimpiai és világbajnoki ezüstérmes kínai tőrvívó
- január 30.
  - Dimitar Berbatov, bolgár válogatott labdarúgó
  - Peter Crouch, angol válogatott labdarúgó
- február 1. – Federica Faiella, olasz műkorcsolyázó
- február 3. – Donis Escober, hondurasi válogatott labdarúgó
- február 4. – Paulien van Deutekom, világbajnok holland rövidpályás gyorskorcsolyázó († 2019)
- február 13. – Liam Miller, ír válogatott labdarúgó († 2018)
- február 16. – Susanna Kallur, svéd atléta, gátfutónő
- február 24. – Lleyton Hewitt, ausztrál teniszező
- március 1. – Will Power, ausztrál autóversenyző, Indianapolisi 500-as győztes
- március 2. – Ruszlan Rafikovics Naszibulin, Európa-bajnok, olimpiai bronzérmes orosz tőrvívó
- március 4. – Krutzler Eszter, magyar súlyemelő
- március 9. – Kenny Bundy, amerikai labdarúgó, edző
- március 11. – Anthony Hudson, amerikai születésű angol labdarúgó, edző
- március 12. – Peter Waterfield, olimpiai ezüstérmes brit műugró
- március 15. – Brice Guyart, olimpiai, világ- és Európa-bajnok francia tőrvívó
- március 19.
  - Christian Knappmann, német labdarúgó
  - Kolo Touré, elefántcsontparti labdarúgó
- április 16. – Stanislav Velický, szlovák labdarúgó
- április 23. – Isiura Hiroaki, japán autóversenyző
- április 24. – Marcus Tulio Tanaka, japán válogatott labdarúgó, olimpikon
- április 25. – Felipe Massa, brazil autóversenyző, Formula–1-es pilóta
- május 1. – Aljakszandr Pavlavics Hleb, fehérorosz labdarúgó
- május 10. – Ács Péter, sakkozó, junior világbajnok, sakkolimpiai ezüstérmes nemzetközi nagymester
- május 16.
  - Ricardo Costa, Európa-bajnoki bronzérmes, UEFA-kupa és Bajnokok Ligája győztes portugál válogatott labdarúgó
  - Szergej Nyikolajevics Novickij, orosz jégtáncos
- május 18. – Cou Si-ming, világ- és olimpiai bajnok kínai ökölvívó
- május 20. – Iker Casillas, spanyol válogatott labdarúgó
- május 26. – Halgas Tibor, magyar bajnok magyar labdarúgó († 2020)
- május 28. – Talmácsi Gábor, gyorsaságimotor-versenyző
- június 3. – Rich Rundles, amerikai baseballjátékos († 2019)
- június 7.
  - Tyler Johnson, World Series bajnok amerikai baseballjátékos
  - Anna Szergejevna Kurnyikova, orosz teniszező
- június 9. – Kasper Søndergaard, olimpiai és Európa-bajnok dán válogatott kézilabdázó
- június 12. – Klemen Lavrič, szlovén válogatott labdarúgó
- június 26. – Zeus Issariotis, görög műkorcsolyázó
- június 27. – Dawid Kostecki, lengyel profi ökölvívó († 2019)
- június 30. – Barbora Špotáková, olimpiaim világ- és Európa-bajnok cseh gerelyhajítónő
- július 2. – Tomass Dukurs, lett szkeletonos
- július 13. – Kovács Ágnes, olimpiai bajnok úszó
- július 14. – Horváth Ádám, sakkozó, nemzetközi nagymester
- július 16. – Diego Barreto, paraguayi válogatott labdarúgó
- július 21. – Victor Hănescu, román teniszező
- július 29. – Fernando Alonso, spanyol Formula–1-es világbajnok
- augusztus 4. – Ismael Fuentes, chilei válogatott labdarúgó
- augusztus 8. – Roger Federer, svájci teniszező
- augusztus 12. – Djibril Cissé, francia labdarúgó
- augusztus 18. – César Delgado, argentin válogatott labdarúgó
- augusztus 19. – Szivós Márton, világbajnok magyar vízilabdázó
- augusztus 25. – Alekszej Ivanovics Bugajev, orosz válogatott labdarúgó
- szeptember 6. – Abe Júki, japán válogatott labdarúgó, olimpikon
- szeptember 26. – Serena Williams, világelső amerikai hivatásos teniszezőnő
- október 19. – Heikki Kovalainen, finn Formula–1-es autóversenyző
- október 25. – Shaun Wright-Phillips, angol labdarúgó
- október 24. – Cshö Bjongcshol, olimpiai és világbajnoki bronzérmes dél-koreai tőrvívó
- október 28. – Milan Baroš, cseh válogatott labdarúgó
- november 2. – Tatyjana Totymjanyina, olimpiai, világ- és Európa-bajnok orosz műkorcsolyázó
- november 6. – Dana Reizniece-Ozola, lett sakkozó, politikus
- november 8. – Joe Cole, angol labdarúgó
- november 9. – Cosmin Radu, román válogatott vízilabdázó, olimpikon
- november 11. – Esteban Dreer, argentin születésű ecuadori válogatott labdarúgó
- november 25. – Xabi Alonso, világ- és Európa-bajnok, UEFA-bajnokok ligája- és UEFA-szuperkupa-győztes spanyol válogatott labdarúgó
- november 27.
  - Ivan Ninčević, olimpiai, világ- és Európa-bajnoki bronzérmes horvát válogatott kézilabdázó
  - Matthew Taylor, angol labdarúgó
- december 3. – David Villa, világ- és Európa-bajnok spanyol válogatott labdarúgó
- december 12. – Daniel Viteri, ecuadori válogatott labdarúgókapus
- december 13. – Abubakari Yakubu, ghánai válogatott labdarúgó († 2017)
- december 18. – Straka Gábor, szlovákiai magyar labdarúgó
- december 20. – James Shields, amerikai baseballjátékos
- december 21. – Cristian Zaccardo, olasz labdarúgó
- december 23.
  - Yuriorkis Gamboa, olimpiai bajnok kubai ökölvívó
  - Mario Santana, argentin válogatott labdarúgó
- december 26. – Yann Genty, olimpiai bajnok francia válogatott kézilabdázó
- december 28. – Khalid Boulahrouz, holland labdarúgó
- december 29. – Arakava Sizuka, japán olimpiai és világbajnok műkorcsolyázónő

## Halálozások
- ? – Charles Debeur, világbajnok belga tőr- és párbajtőrvívó (* 1906)
- ? – Vlagyimir Sztyepanovics Glotov, szovjet színekben Európa-bajnoki ezüstérmes orosz labdarúgó (* 1938)
- január 5. – Leopold Wohlrab, olimpiai ezüstérmes osztrák kézilabdázó (* 1912)
- január 15. – Doug Livingstone, skót labdarúgóhátvéd, edző (* 1898)
- február 5. – Soós Ferenc, négyszeres világbajnok asztaliteniszező (* 1919)
- február 26.
  - Mezei István, Európa-bajnok magyar vízilabdázó (* 1912)
  - Tóth Ferenc, olimpiai bronzérmes és kétszeres Európa-bajnok birkózó (* 1909)
- március 6. – Wade Lefler, World Series bajnok amerikai baseballjátékos( *1896)
- április 3. – Rudolf Krčil, világbajnoki ezüstérmes csehszlovák válogatott labdarúgó (* 1906)
- április 7. – Lorne Carr-Harris, kanadai-brit olimpiai bronzérmes jégkorongozó kapus (* 1899)
- május 5. – Louis De Ridder, belga olimpikon, bobozó, gyorskorcsolyázó, jégkorongozó (* 1902)
- május 10. – Gellért Imre, olimpiai ezüstérmes magyar tornász (* 1888)
- május 20. – Bácsalmási Péter, magyar olimpikon, atléta, kosárlabdázó (* 1908)
- május 24. – Zdeněk Jirotka, világbajnoki bronzérmes és Európa-bajnoki ezüst- és bronzérmes csehszlovák válogatott cseh jégkorongozó, olimpikon (* 1914)
- június 21. – Alphonse Higelin, olimpiai ezüst- és kétszeres bronzérmes francia tornász (* 1981)
- június 22. – Peter Hol, norvég olimpiai bajnok, ezüstérmes és bronzérmes tornász (* 1883)
- június 23. – Jean Brunier, francia országúti-kerékpáros (* 1896)
- július 9. – Földes Éva, sporttörténész, neveléstörténész, az 1948. évi londoni olimpia művészeti versenyeinek harmadik helyezettje (* 1914)
- július 16. – Richard Hyland, olimpiai bajnok amerikai rögbijátékos és újságíró (* 1906)
- július 31. – Raffinsky László, magyar nemzetiségű román válogatott labdarúgó, fedezet, edző (* 1905)
- augusztus 28. – Paul Anspach, olimpiai bajnok belga vívó (* 1882)
- szeptember 4. – Seth Howander, svéd olimpikon jégkorongozó kapus, labdarúgó, bandyjátékos (* 1892)
- szeptember 8. – Gerry Geran, olimpiai ezüstérmes amerikai jégkorongozó (* 1896)
- október 5. – Helge Gustafsson, olimpiai bajnok svéd tornász (* 1900)
- október 6.
  - Roy Henkel, olimpiai bajnok kanadai jégkorongozó (* 1905)
  - Kocsis Elemér, magyar nemzetiségű román válogatott labdarúgó, csatár (* 1910)
- október 12. – Julius Eisenecker, olimpiai és világbajnoki bronzérmes német tőr- és kardvívó (* 1903)
- október 13. – Philippe Étancelin, francia autóversenyző, Formula–1-es pilóta (* 1896)
- október 15. – Nyikolaj Petrovics Morozov, orosz labdarúgó, edző (* 1916)
- október 19. – Dan Coe, román válogatott labdarúgó (* 1941)
- november 25. – Morris Kirksey, olimpiai bajnok amerikai rögbijátékos, sprinter, pszichiáter (* 1895)
- november 26. – Max Euwe, holland sakknagymester, a sakktörténet ötödik világbajnoka (* 1901)
- december 9. – Rudy Scholz, kétszeres olimpiai bajnok amerikai rögbijátékos, katona, jogász (* 1896)
- december 14. – Anton Perwein, olimpiai ezüstérmes osztrák kézilabdázó (* 1911)
- december 20. – Mogyoróssy Győző, olimpiai bronzérmes magyar tornász (* 1914)
- december 29. – Jack Cameron, olimpia bajnok kanadai jégkorongozó (* 1902)
- december 31. – Constantin Rădulescu, román nemzetközi labdarúgó-játékvezető, sportvezető (* 1896)